# Gustaf Hellström

Gustaf Hellström, 1882–1953, författare (Nils von Dardel) – Nationalmuseum – 16308

Erik Gustaf Hellström, född 28 augusti 1882 i Kristianstad, död 27 februari 1953 i Engelbrekts församling, Stockholm, var en svensk författare och journalist, ledamot av Svenska Akademien från 1942, stol 18. Han var utrikeskorrespondent för Dagens Nyheter i London 1907–1911, i Paris 1911–1917 och i New York 1918–1923. Under perioden 1927–1935 var han åter verksam i London. Efter hemkomsten till Sverige 1936 arbetade han kvar på DN, nu huvudsakligen som kulturskribent. Han var ordförande för Svenska PEN 1936–1943.

## Biografi
Gustaf Hellström var son till styckjunkaren Eric August Hellström och yngre bror till läkaren Nils Hellström. Han var skolkamrat med Fredrik Böök och tog studenten på nuvarande Söderportgymnasiet våren 1900. 
Han studerade i Lund, där han tog en kandidatexamen 1903, och tillhörde den radikala bohemkretsen kring Bengt Lidforss, och verkade därefter som skönlitterär författare och journalist, som korrespondent för Dagens Nyheter, 1907–1911 i London, 1911–1918 i Paris, 1918–1923 i New York, 1927–1935 åter från London.
I januari 1907 reste han ut från Sverige, och även om han periodvis återvände till hemlandet, blev hemkomsten definitiv först 1936. Invald i Svenska Akademien blev han 1942 och hedersdoktor vid Uppsala universitet 1943.
Som reporter för Dagens Nyheter, vilken tidning han arbetade för under hela sitt yrkesverksamma liv som journalist, gjorde han bland annat uppmärksammade reportage kring franskt liv under första världskriget. Han reste till Amerika mitt under brinnande världskrig nyåret 1918 och skildrade sedan stämningarna där vid tiden för fredsförhandlingarna i Versailles. Han skildrade också Hitlers första tid vid makten i initierade reportage från Berlin våren 1933. Under 1937 gjorde han en resa i Stalins Sovjetunionen.

## Författargärning
Hellström debuterade som skönlitterär författare med novellsamlingen Ungkarlar (1904), följd av romanen När mannen vaknar (1905), som uppvisar tydligt släktskap med samtidens flanörförfattare som Hjalmar Söderberg och Herman Bang. Ett tidigt väckt intresse för vardagsskildringar och ett socialt engagemang, vilket stimulerades av vänskapen med Bengt Lidforss, kom alltmer att influera hans författarskap, även om han aldrig helt släppte flanördiktarnas intresse för den fria viljan. Redan i nästa novellsamling, Kaos, en trilogi (1907) förde Hellström in ett socialt motiv i berättelsen "Träbenet" och en annan novell "Tomrummet" antydde en frigörelse för determinismen. Denna befrielse fullbordades i Kuskar (1910), som blev Hellströms stora genombrott. Här skildras hur huvudpersonerna, tre kuskar, på olika sätt hanterar händelser omkring dem och får ta konsekvenserna av deras handlande. Berättelsen sammanfaller med en allmän trend inom svensk litteratur, där en livsbejakande realism under påverkan från Henri Bergsons filosofi omkring 1910 tog över från sekelskiftets determinism. För Hellströms del torde dock kontakt med den praktiska moralismen och nykterhetsrörelsen i Storbritannien ha varit viktigare. Redan under den här tiden går det att upptäcka Hellströms förmåga att leva sig in i och träffsäkert återge främmande miljöer. Exempel på detta finns i hans politiska essäer Vår tids ungdom (1914), Kulturfaktorn (1916), Joffre (1916) och Förenta staterna och världsfreden (1919). Även de under samma tid skrivna romanerna Kring en kvinna (2 band, 1914), en bred skildring i freudiansk terminologi om en kvinnas fatala ställning till en rad män, Bengt Blancks sentimentala resa (1917) och Ett rekommendationsbrev (2 band, 1920) kännetecknas av levande och trovärdiga skildringar av brittisk, fransk respektive amerikansk miljö.
Uppmärksammad blev hans självbiografiska romansvit i sju delar om Stellan Petreus. Den första boken, Dagdrömmar (1921) handlar om barndomens Kristianstad. Under dryga trettio år följde sedan sex böcker från Petreus studier och forskning i Lund, hans författarskap och journalistbana i Stockholm och det tidiga 1900-talets politiska London samt första världskrigets Frankrike. Sviten avslutades med I morgon är en skälm (1952), som bland annat gav summerande tillbakablickar och då utförligt redogjorde för Petreus tid i USA och även skildrade hans resa till Sovjetunionen.
Mest känd är Hellström för romanen Snörmakare Lekholm får en idé (1927), den svenska ståndscirkulationens stora roman. Han är en av "tiotalisterna", alltså de nya realister som för lång tid framåt skulle dominera den svenska prosaskildringen. Utlandsvistelserna ger ett jämförande perspektiv på hemlandets förhållanden.

### Skönlitteratur
- Ungkarlar : noveller. Stockholm: Bonnier. 1904. Libris vdwtlhjss5n794h3. https://gupea.ub.gu.se/2077/79903
- När mannen vaknar : roman. Stockholm: Albert Bonniers förlag. 1905. Libris g0hf7zlcdwcj970b. https://litteraturbanken.se/f%C3%B6rfattare/Hellstr%C3%B6mG/titlar/N%C3%A4rMannenVaknar/sida/VII/etext?om-boken
- Kaos : en trilogi. Stockholm: Aktiebolaget Ljus. 1907. Libris dxfc49bhbt2rp5q5. https://litteraturbanken.se/f%C3%B6rfattare/Hellstr%C3%B6mG/titlar/Kaos/sida/V/etext?om-boken
- Snödroppen : ett tema i variationer. Stockholm: Aktiebolaget Ljus. 1909. Libris sbtrk5dgq3mkhjkq. https://gupea.ub.gu.se/2077/79908
- Kuskar : berättelse. Stockholm: Aktiebolaget Ljus. 1910. Libris n6pmfnnblq96dcs3. https://gupea.ub.gu.se/2077/79905
- Kring en kvinna : berättelse Första delen. Stockholm: Aktiebolaget Ljus. 1914. Libris fzgd608xc0v3vpzb. https://gupea.ub.gu.se/2077/79910
- Kring en kvinna : berättelse Andra delen. Stockholm: Aktiebolaget Ljus. 1914. Libris n6pmfdl2lf97c5gk. https://gupea.ub.gu.se/2077/79911
- Bengt Blancks sentimentala resa. Stockholm: Albert Bonniers förlag. 1917. Libris 2l31skqg08vqljq4. https://gupea.ub.gu.se/2077/79902
- Ett rekommendationsbrev : berättelse. Stockholm: Albert Bonniers förlag. 1920. Libris dxfc5lgrbkndt1kr. https://gupea.ub.gu.se/2077/79906
- Dagdrömmar. En man utan humor ; 1. Stockholm: Söderström. 1921. Libris 17062588. https://litteraturbanken.se/f%C3%B6rfattare/Hellstr%C3%B6mG/titlar/Dagdr%C3%B6mmar/sida/3/etext?om-boken
- En mycket ung man. En man utan humor ; 2. Stockholm: Albert Bonniers förlag. 1923. Libris q8rphjgsnts2106n. https://gupea.ub.gu.se/2077/79912
- En mycket ung man. En man utan humor ; 2. Stockholm. 1923. Libris 2697468
- Olsson går i land : berättelser. Stockholm: Albert Bonniers förlag. 1924. Libris j2kh9ts0g6wm3f1v. https://gupea.ub.gu.se/2077/79907
- Sex veckor i Arkadien. En man utan humor ; 3. Stockholm: Bonnier. 1925. Libris tcvsnpw7rg3m2h9x. https://gupea.ub.gu.se/2077/79931
- Mannen vid ratten : noveller. Stockholm: Bonnier. 1926. Libris 7r861j2x5zv08zjk. https://gupea.ub.gu.se/2077/79917
- Noveller. De nya berättarna. Stockholm: Bonnier. 1927. Libris sbtrl6cjqb0fbbb8. https://gupea.ub.gu.se/2077/79918
- Snörmakare Lekholm får en idé : roman. Stockholm: Bonnier. 1927. Libris 2697469 Fulltext: Litteraturbanken, Göteborgs universitetsbibliotek.
- Polismästaren och riddaren Carl Heribert Malmros född 22 febr. 1877 död 15 nov. 1930 : sörjd och saknad : barnen. Stockholm: Bonnier. 1931. Libris cwdb5ljt9zkc5z9c. https://gupea.ub.gu.se/2077/79916
- Storm över Tjurö : berättelse. Stockholm: Bonnier. 1935. Libris k3ljc6vrhvw4brp6. https://gupea.ub.gu.se/2077/79920
- Det var en tjusande idyll. Stockholm: Bonnier. 1938. Libris l4mkd3rzjmwwffv9. https://gupea.ub.gu.se/2077/79919
- Kärlek och politik. Stockholm: Bonnier. 1942. Libris 9vnfv55k7l6kcq9q. https://gupea.ub.gu.se/2077/84677
- Den gången. Stockholm: Bonnier. 1944. Libris 12081. https://litteraturbanken.se/f%C3%B6rfattare/Hellstr%C3%B6mG/titlar/DenG%C3%A5ngen/sida/3/etext?om-boken
- I morgon är en skälm : roman. Stockholm: Bonnier. 1952. Libris r9s3tn3hpfv1c2kl. https://gupea.ub.gu.se/2077/79915

#### Dramatik
- Han träffas inte här : komedi i tre akter. Svenska teatern. Stockholm: Bonnier. 1947. Libris fzgd8z3tcdvmd28h. https://gupea.ub.gu.se/2077/79930
- Hans portfölj : komedi i 3 akter. Nutidsdramat. Stockholm: Bonnier. 1949. Libris 1400127
- Ung man gör visit : komedi i 3 akter. Nutidsdramat. Stockholm: Bonnier. 1950. Libris cwdb6thw9r3pt62t. https://gupea.ub.gu.se/2077/79929

### Varia
- "Boy-scouts" : spejargossar : almanack för ungdoms pristävling 1910. Uppsala & Sthlm: Almqvist & Wiksell. 1910. Libris 2697463
- Vår tids ungdom. Ur det moderna samhällslifvet. Ny serie, 99-1851675-5 ; 4. Stockholm: Bonnier. 1914. Libris j2khcxlxgtlkffh6. https://gupea.ub.gu.se/2077/79928
- Joffre : människan och härföraren. Stockholm: Svenska andelsförl. 1916. Libris m5nlgzllkc279d6j. https://gupea.ub.gu.se/2077/79926
- Kulturfaktorn : franska stämningar under världskriget. Stockholm: Ljus. 1916. Libris vdwtpxr2sq0qfq98. https://gupea.ub.gu.se/2077/79924
- Förenta Staterna och världsfreden. Stockholm: Bonniers. 1919. Libris 6q7500n04h07h1qs. https://gupea.ub.gu.se/2077/79921
- Från redingot till kavajkostym : engelska studier. Stockholm: Bonnier. 1933. Libris 1k20tx8czpxbwffg. https://gupea.ub.gu.se/2077/79922
- Det tredje riket : från Hitlerkupp till tysk folkenighet. Stockholm. 1933. Libris 2l31w1cv03zld275. https://gupea.ub.gu.se/2077/79923
- Vägen till paradiset. Stockholm: Albert Bonniers förlag. 1937. Libris 6q751fnx400t2xvj. https://gupea.ub.gu.se/2077/79925
- Dardel, Nils von (1940). Nils von Dardel : målningar och teckningar / med inledningar av Gustaf Hellström, Karl Asplund. Stockholm: Bonnier. Libris 1371434
- Gunnar Mascoll Silfverstolpe : inträdestal i Svenska akademien den 20 dec. 1942. Stockholm: Bonnier. 1942. Libris 2l3d9rj308l3dt6b. https://gupea.ub.gu.se/2077/79962
- Adolf Hedin minnesteckning. Stockholm: Norstedt. 1948. Libris h1jg9k1lffrnkpjb. https://gupea.ub.gu.se/2077/79914
- Bengt Lidforss. Förlaget Frilansens skriftserie, 99-1657560-6 ; 9. Stockholm: [Frilansen]. 1947. Libris 374896
- Personligt : minnesbilder och meningar. Stockholm: Bonnier. 1953. Libris n6p0wwxblfznngg4. https://gupea.ub.gu.se/2077/79961

### Samlade upplagor och urval
- Träbenet : ur Dagdrömmar ; ur Snörmakare Lekholm får en idé ; Storm över Tjurö. Svalans svenska klassiker, 99-0134162-0 Bokklubben Svalan, 99-0120395-3. Stockholm: Bonnier. 1967. Libris 1840980
- Gustaf Hellströms romaner. Stockholm: Bonnier. 1953
  -  [1], Dagdrömmar. Libris 499583
  -  [2], En mycket ung man. Libris 9683
  -  [3], Storm över Tjurö : berättelse. Libris 499579
- Gustaf Hellström i tredje riket : vittnesmål från Hitlers nya Tyskland / red.: Lennart Leopold och Sigurd Rothstein. Gustaf Hellström-sällskapets skriftserie ; 1. Visby: Nomen. 2013. Libris 14673062. ISBN 9789174655124
- 1½ mil härifrån står världens största slag : Gustaf Hellström som korrespondent i första världskrigets Frankrike / red.: Lennart Leopold och Sigurd Rothstein.. Gustaf Hellström-sällskapets skriftserie ; 2. Visby: Nomen. 2014. Libris 16742728. ISBN 9789174657036
- Världsreportern från Kristianstad : kring Gustaf Hellströms journalistik i Dagens Nyheter / red.: Lennart Leopold och Roland Persson. Gustaf Hellström-sällskapets skriftserie ; 3. Visby: Nomen. 2015. Libris 18278426. ISBN 978-91-7465-934-4
- Reporter i världens största stad : Gustaf Hellström i London 1907-1910 / red.: Lennart Leopold, Disa Lundgren och Jane Mattisson Ekstam. Gustaf Hellström-sällskapets skriftserie ; 4. [Kristianstad]: Gustaf Hellström-sällskapet. 2016. Libris 19666703. ISBN 9789188329950
- Resa i Stalins Ryssland : Gustaf Hellströms reportage från Sovjetunionen sommaren 1937 / red.: Sigurd Rothstein och Lennart Leopold. Gustaf Hellström-sällskapets skriftserie ; nr 5. [Kristianstad]: Gustaf Hellström-sällskapet. 2017. Libris 21532889. ISBN 9789188713384
- Kriget, Wilson och freden : Gustaf Hellström i Amerika 1918-20 / red.: Roland Persson och Leonard Leopold. Gustaf Hellström-sällskapets skriftserie ; 6. [Stockholm]: Nomen. 2018. Libris 8jncnqnt6dmw6sr8. ISBN 9789188759337

## Priser och utmärkelser
- De Nios stora pris 1937